# Agrotis chretieni
Agrotis chretieni är en fjärilsart som beskrevs av Dumont 1903. Agrotis chretieni ingår i släktet Agrotis och familjen nattflyn. Inga underarter finns listade i Catalogue of Life.